# Notiocoelotes
Notiocoelotes là một chi nhện trong họ Agelenidae.